# Dwayne Bowe
Dwayne Lorenzo Bowe (født 21. september 1984 i Miami, Florida, USA) er en amerikansk footballspiller, der spiller i NFL som wide receiver for Kansas City Chiefs. Bowe blev dragtet til ligaen af Chiefs før 2007-sæsonen.

## Klubber
- 2007-: Kansas City Chiefs